# Texas Instruments
Texas Instruments Inc. (forkortet: TI) er en amerikansk udviklings- og elektronikvirksomhed med hovedsæde i Dallas, Texas, USA.
Firmaet udvikler og producerer blandt andet halvledere, computere, håndholdte og stationære regnemaskiner, radarsystemer, transistorer, mikroprocessorer, missiler osv.

## Historie
Firmaet blev grundlagt i 1930 af Cecil H. Green, Patrick Eugene Haggerty, John Erik Jonsson og Eugene McDermott.

### Regnestokkens afløser
De første håndholdte matematik / trigonometri lommeregnere, som TI solgte, havde typebetegnelserne TI SR-50 (1974) og TI SR-51 (1975); disse lommeregnere afløste anvendelsen af regnestok, idet TI-lommeregnere kan flere og mere præcise beregninger, end regnestokken kunne.

### Datterselskaber
TI har etableret datterselskaber i en række lande. Ved opkøb af firmaet ATL Research i Aalborg (1999) fik TI et dansk datterselskab, men det danske datterselskab eksisterede kun i 10 år.

## TI-lommeregnere i undervisning
Texas Instruments er nævnt på Danske Science Gymnasiers hjemmeside og i Matematikudredningen (2015).

## Regnemaskiner solgt af TI
Denne liste er ufuldstændig; hjælp gerne med at udfylde den.

### Håndholdte
- TI SR-50
- TI SR-51

### Lommeregnere[20]
- Little Professor Solar
- TI-106
- Math Explorer
- TI-40 Solar
- TI-36X
- TI-68 (blev solgt fra 1989-95) kunne løse lineære ligningssystemer og beregne polynomiers rødder.[21]
- BA II Plus indeholder finansielle funktioner for lån og pengestrømme.

#### Grafregnere uden CAS[22]
- TI-80 kan foretage brøkregning og statistiske beregninger med en eller to variable.
- TI-82 rummer otte regresionstyper.
- TI-83 kan beregne en lignings tilnærmede løsning.
- TI-84 udgør en serie af grafregnere med flash application.[23]
- TI-85 kan foretge beregninger med komplekse tal, matricer og vektorer.
- TI-86 kan tegne linjeelementer[24] og derved udforske differentialligningers løsningskurver.[25]

#### Grafregnere med CAS
| Serier af CAS-grafregnere solgt siden 1995 | Serier af CAS-grafregnere solgt siden 1995 | Serier af CAS-grafregnere solgt siden 1995 | Serier af CAS-grafregnere solgt siden 1995 |
| Seriens navn | Solgt i perioden                           | Features og enkelte kommandoer | Uddybning, eksempler og printscreens |
| --- | ------------------------------------------ | --- | --- |
| TI-92 med QWERTY-tastatur - TI-92 Plus findes også som online emulator - Der findes dansk manual til TI-92 Plus - TI-92 Plus har samme features som TI-89 | 1995 - 2013                                | - Tegne funktioners grafer, såvel 2D som 3D samt polære grafer og parameterfremstillinger. - Vise tabel for indtastede funktioner (se den øverste illustration). - TI-92 kan tegne cirkler. - PrettyPrint (ligesom equation editor og LaTeX) - Symbolsk visning af {\displaystyle \pi } og {\displaystyle e} samt {\displaystyle \infty } og {\displaystyle i} og kan sådan regne med komplekse tal (se den midterste illustration). - Beregne trigonometriske værdier eksakt, eksempelvis: {\displaystyle sin(60^{\circ })={\surd 3 \over 2}} og også det tilnærmede resultat {\displaystyle sin(60^{\circ })\approx 0,866025} - Beregne største fælles divisor, eng. greatest common divisor (gcd) - Beregne mindste fælles multiplum, eng. least common multiple (lcm) - Lineær regression LinReg tilnærmer data til lineær funktion - Ang. sandsynlighedsregning kan TI-92 beregne fakultet, antal permutationer og antal kombinationer - Faktorisere polynomium med kommandoen: factor(polynomium) ; et polynomium med komplekse rødder faktoriserer TI-92 med kommandoen cfactor( (se den nederste illustration). - Løse ligning med kommandoen: solve(ligning,{\displaystyle x}) eller csolve( (se den nederste illustration). - Beregne diffferentialkvotient med kommandoen: d(funktion,{\displaystyle x}) (se den nederste illustration). - Beregne stamfuntion med kommandoen: ∫(funktion,{\displaystyle x}) (se den nederste illustration). - Beregne bestemt integral med kommandoen: ∫(funktion,{\displaystyle x},{\displaystyle a},{\displaystyle b}) - Beregne determinant det( - Foretage matrix-beregninger og -manipulation | {\displaystyle y1=\ln(x)} |
| TI-89 uden QWERTY-tastatur - TI-89 Titanium findes også som online simulator - Der findes dansk manual til TI-89                                          | 1998 - 2004                                | Samme som TI-92 foruden: - Foruden eksakt solver (se ovenfor) har TI-89 også numerisk solver: nsolve( - Mulighed for programmering - TI-89 kan skrive såvel latinske som græske bogstaver - Regne med titalsystemet og det binære talsystem og det hexadecimale talsystem - hyperbolske trigonometriske funktioner - Beregne Taylorpolynomier - Foretage Chi-i-anden-test - Foretage vektorregning - Beregne grænseværdier - Ang. statistik kan TI-89 tegne histogram og beregne forskellige regressionstyper: - QuadReg tilnærmer data til andengradspolynoium - Kubisk regression CubicReg tilnærmer data til tredjegradspolynomium - QuartReg tilnærmer data til fjerdegradspolynoium - Eksponentiel regression ExpReg tilnærmer data til eksponentiel funktion - Logaritmisk regression LnReg tilnærmer data til logaritmisk funktion - PowerReg tilnærmer data til potensfunktion - Logistisk regression Logistic tilnærmer data til logistisk vækst - SinReg tilnærmer data til {\displaystyle y=a\cdot \sin(b\cdot x+c)+d} - Ang. sandsynlighedsregning kan TI-89 foretage beregninger for binominalfordeling og normalfordeling - Beregne sumrække (summation) {\displaystyle \Sigma (} og produkt {\displaystyle \Pi (} - Beregne vektorprodukt crossP( - Regne med SI-enheder ved at taste underscore _ - TI-89 har en række fysiske konstanter indbygget, f.eks. Plancks kontant og coulombkonstanten - Løse første ordens og anden ordens differentialligninger såvel algebraisk som grafisk ved at tegne linjeelementer og integralkurver (se de to illustrationer)                                                               | |
| TI-Nspire CX CAS uden QWERTY-tastatur | siden 2011                                 | Samme som TI-89 foruden: - Touchpad - Farveskærm - Findes også som CAS-software til Windows og macOS | Kommando løser differentialligning algebraisk: deSolve({\displaystyle y'=b\cdot y-a} ,{\displaystyle x},{\displaystyle y}) kommandoen gælder også for TI-92 Plus og Voyage 200 samt for TI-89 |

#### Tabel
Softeware TI-NSpire CX CAS hører til denne gruppe af CAS-softwares
| Navn                                  | Software licens             | Programmeringssprog    | MS Windows | macOS                | Linux  | Andre OS      | Kommando løser differentialligning                                          | Note og kilde       |
| ------------------------------------- | --------------------------- | ---------------------- | ---------- | -------------------- | ------ | ------------- | --------------------------------------------------------------------------- | ------------------- |
| CPMP-Tools                            | freeware eller fri software | java                   | Windows    | macOS                | Linux  |               |                                                                             | [ 51 ]              |
| ExpressionsinBar                      | freeware eller fri software | ?                      |            | 64 bit app for macOS |        |               | desolve({\displaystyle y'=b\cdot y-a} , {\displaystyle y})                  | [ 52 ]              |
| GeoGebra                              | freeware eller fri software | java                   | Windows    | macOS                | Linux  | Android & iOS | SolveODE(                                                                   | også som web app    |
| Maple *                               | kommerciel                  | C, Java, Maple         | Windows    | macOS                | Linux  |               | dsolve{\displaystyle (y'(x)=k\cdot y(x)} , {\displaystyle y(x))}            | [ 56 ]              |
| Mathematica *                         | kommerciel                  | Wolfram Language, Lisp | Windows    | macOS                | Linux  | Solaris       | DSolve({\displaystyle y'=k\cdot y} , {\displaystyle y})                     | også som web app    |
| MATLAB                                | kommerciel                  | C/C++, MATLAB          | Windows    | macOS                | Linux  |               |                                                                             | [ 60 ]              |
| Maxima                                | freeware eller fri software | Common Lisp            | Windows    | macOS                | Linux  | Android       | ode2 (eqn, dvar, ivar)                                                      | også som online app |
| SageMath                              | freeware eller fri software | Python 3               | Windows    | macOS                | Linux  |               | desolve({\displaystyle y'=b\cdot y-a} , {\displaystyle y})                  | [ 64 ]              |
| Singular                              | freeware eller fri software | C++                    | Windows    | macOS                | Linux  |               |                                                                             | findes også online  |
| TI-Nspire CX CAS                      | kommerciel                  | ?                      | Windows    | macOS                |        |               | deSolve({\displaystyle y'=b\cdot y-a}, {\displaystyle x},{\displaystyle y}) | [ 67 ] [ 68 ]       |
| TI-89 simulator & TI-92 Plus emulator | freeware eller fri software | ?                      | online     | online               | online | online        | deSolve({\displaystyle y'=b\cdot y-a}, {\displaystyle x},{\displaystyle y}) | [ 27 ] [ 35 ]       |
| Xcas                                  | freeware eller fri software | C++                    | Windows    | macOS                | Linux  | Android       | desolve({\displaystyle y'=b\cdot y-a} , {\displaystyle y})                  | [ 70 ]              |
| Yacas                                 | freeware eller fri software | C++                    | Windows    | macOS                | Linux  |               | OdeSolve({\displaystyle y''-4*y==0} )                                       | [ 72 ]              |

* løser også triple integraler.

### Oversigter
- Oversigt over Texas Instruments grafregnere (en)
- Liste af Computer Algebra Systems (CAS) (en)